# Huutsaari (ö i Norra Savolax, Norra Savolax)
Huutsaari är en ö i Finland. Den ligger i sjön Koivujärvi och i kommunen Kiuruvesi i den ekonomiska regionen  Övre Savolax ekonomiska region  och landskapet Norra Savolax, i den centrala delen av landet, 400 km norr om huvudstaden Helsingfors. Öns area är 42 hektar och dess största längd är 1,2 kilometer i sydöst-nordvästlig riktning.